# Liste der Naturdenkmale in Renningen
| Naturdenkmale | Anzahl |
| ------------- | ------ |
| FND           | 20     |
| END           | 5      |
| Gesamt        | 25     |

Die Liste der Naturdenkmale in Renningen nennt die verordneten Naturdenkmale (ND) der im baden-württembergischen Landkreis Böblingen liegenden Stadt Renningen. In Renningen gibt es insgesamt 25 als Naturdenkmal geschützte Objekte, davon 20 flächenhafte Naturdenkmale (FND) und 5 Einzelgebilde-Naturdenkmale (END).
Stand: 1. November 2016.

## Flächenhafte Naturdenkmale (FND)
| Name                                           | Bild | Kennung     | Einzelheiten        | Position | Fläche Hektar | Datum         |
| ---------------------------------------------- | ---- | ----------- | ------------------- | -------- | ------------- | ------------- |
| Doline im Breilaub                             | BW   | 81150410025 | Renningen           | ⊙        | 0,3           | 7. Okt. 1992  |
| Doline im Kirrloh                              | BW   | 81150410024 | Renningen           | ⊙        | 0,1           | 7. Okt. 1992  |
| Doline im Reihenfeld                           | BW   | 81150410011 | Renningen           | ⊙        | 0,2           | 7. Okt. 1992  |
| Doline Silbertor                               | BW   | 81150410013 | Renningen           | ⊙        | 0,1           | 7. Okt. 1992  |
| Doline-Harttannen                              | BW   | 81150410012 | Renningen           | ⊙        | 0,1           | 7. Okt. 1992  |
| Dolinenfeld Ochsenmannsgruben                  | BW   | 81150410009 | Renningen           | ⊙        | 0,3           | 7. Okt. 1992  |
| Feuchtbiotop Brunnenwiesen                     | BW   | 81150410016 | Renningen           | ⊙        | 0,4           | 7. Okt. 1992  |
| Feuchtbiotop Mädlesee                          | BW   | 81150410026 | Renningen           | ⊙        | 3,4           | 7. Okt. 1992  |
| Feuchtbiotop Renninger See                     |      | 81150410018 | Renningen           | ⊙        | 2,3           | 7. Okt. 1992  |
| Feuchtbiotop Silbertorseen                     | BW   | 81150410014 | Renningen           | ⊙        | 0,9           | 7. Okt. 1992  |
| Feuchtgebiet am Wannenwald                     | BW   | 81150410015 | Renningen           | ⊙        | 1,7           | 7. Okt. 1992  |
| Feuchtgebiet Beten                             | BW   | 81150280039 | Leonberg, Renningen | ⊙        | 6,0           | 17. Jan. 1991 |
| Geol.Aufschl.u.Pflanzenstandort Rathberggraben | BW   | 81150410004 | Renningen           | ⊙        | 1,1           | 7. Okt. 1992  |
| Halbtrockenrasen Mühlberg                      | BW   | 81150410003 | Renningen           | ⊙        | 1,6           | 7. Okt. 1992  |
| Halbtrockenrasen Sparnsberg mit Steilwand      | BW   | 81150410008 | Renningen           | ⊙        | 2,3           | 7. Okt. 1992  |
| Küchenschellenstandort Immenbangert            | BW   | 81150410002 | Renningen           | ⊙        | 1,1           | 7. Okt. 1992  |
| Lehmgrube Wächtele                             | BW   | 81150410010 | Renningen           | ⊙        | 0,3           | 7. Okt. 1992  |
| Pflanzenstandort Geiß                          | BW   | 81150410001 | Renningen           | ⊙        | 0,6           | 7. Okt. 1992  |
| Sandgrube Renninger Sande                      | BW   | 81150410017 | Renningen           | ⊙        | 0,7           | 7. Okt. 1992  |
| 2 Weiher im Längenbühl                         | BW   | 81150410019 | Renningen           | ⊙        | 0,3           | 7. Okt. 1992  |
| Legende für Naturdenkmal                       |      |             |                     |          |               |               |

## Einzelgebilde (END)
| Name                     | Bild | Kennung     | Einzelheiten | Position | Fläche Hektar | Datum        |
| ------------------------ | ---- | ----------- | ------------ | -------- | ------------- | ------------ |
| Ernst-Bauer-Eiche        | BW   | 81150410021 | Renningen    | ⊙        | 0,0           | 7. Okt. 1992 |
| Robinie im Friedhof      |      | 81150410006 | Renningen    | ???      | 0,0           | 7. Okt. 1992 |
| 3 Eichen am Bahndamm     | BW   | 81150410022 | Renningen    | ⊙        | 0,0           | 7. Okt. 1992 |
| 3 Linden am Lerchenberg  |      | 81150410023 | Renningen    | ???      | 0,0           | 7. Okt. 1992 |
| 4 Linden auf dem Berg    | BW   | 81150410005 | Renningen    | ⊙        | 0,0           | 7. Okt. 1992 |
| Legende für Naturdenkmal |      |             |              |          |               |              |